# Pjér la Šé'z
Pjér la Šé'z (občanským jménem Petr Knotek, * 13. března 1963 Planá) je klinický psycholog, herec, hudebník a spisovatel.
Vystudoval gymnázium v Kolíně a v roce 1995 dokončil studium psychologie na Filozofické fakultě Univerzity Karlovy v Praze. Třináct let se věnoval pedagogické činnosti na vyšších odborných školách (např. VOŠPS).

## Psychoterapie a přednášková činnost
Ve své psychoterapeutické praxi doprovází své klienty na jejich cestě při hledání a realizaci osobní svobody. Zajímavostí je, že se při terapii se svými klienty setkává v jurtě, v níž několik let i trvale bydlel.
Věnuje se také přednáškové činnosti. V obou těchto oblastech je inspirován zejména hlubinnou psychologií a dílem C.G. Junga. Záznamy vybraných přednášek jsou dostupné na jeho YouTube kanálu a webu a také v jeho facebookové skupině.

## Divadlo
Dlouhodobě spolupracuje s Jaroslavem Duškem, s nímž vystupuje v divadelních představeních Čtyři dohody a Pátá dohoda, která hudebně doprovází. Je také jeho jevištním partnerem v improvizačních představeních divadla Vizita.

## Hudba
Je aktivním hudebníkem – hraje na kytaru a baskytaru, zpívá, skládá hudbu a texty. Žánrově se jeho hudba pohybuje v širokém rozmezí, od bluesrockového písničkářství (které sám s nadsázkou označuje jako psychedelický bluegrass) až po improvizované artrockové plochy, při nichž hojně využívá looper. Příležitostně spolupracuje i s dalšími hudebníky, např. s Ondřejem Smeykalem nebo Pavlem Steidlem. Byl hostem v pořadu Rudy Linky.
Vydal dvě sólová CD – Vykvetly květy (2013) a Písně Dohod (2019).
Vystupuje s hudebními skupinami Rakousko-Uhersko (baskytara, zpěv) a Dopyjem a pudem... (kytara, zpěv).
V minulosti byl členem dalších hudebních skupin, např. Dvouletá fáma, Sajkedelik Šraml Bend, První republika.
Je programovým ředitelem letního hudebního festivalu Solo Open, který se každoročně koná v červenci v Solopiskách u Černošic.